# Markus Rogan
Pour les articles homonymes, voir Rogan.
 (mars 2019).
Si vous disposez d'ouvrages ou d'articles de référence ou si vous connaissez des sites web de qualité traitant du thème abordé ici, merci de compléter l'article en donnant les références utiles à sa vérifiabilité et en les liant à la section « Notes et références ».
Markus Antonius Rogan, né le 4 mai 1982 à Vienne, est un nageur autrichien.

## Palmarès

### Jeux olympiques d'été
- Jeux olympiques 2004 d'Athènes (Grèce) :
  -  Médaille d'argent sur 100 mètres dos.
  -  Médaille d'argent sur 200 mètres dos.

### Championnats du monde en grand bassin
- Championnats du monde 2001 à Fukuoka (Japon) :
  -  Médaille d'argent sur 200 mètres dos.
- Championnats du monde 2005 à Montréal (Canada) :
  -  Médaille d'argent sur 200 mètres dos.
- Championnats du monde 2007 à Melbourne (Australie) :
  -  Médaille de bronze sur 200 mètres dos.

### Championnats du monde en petit bassin
- Championnats du monde 2006 à Shanghai  Chine :
  -  Médaille d'argent sur 100 m dos.
  -  Médaille d'argent sur 200 m dos.
  -  Médaille d'argent sur 200 m 4 nages.
- Championnats du monde 2008 à Manchester  Royaume-Uni :
  -  Médaille d'or sur 200 m dos.
- Championnats du monde 2010 à Dubaï :
  -  Médaille d'argent sur 200 m quatre nages.
  -  Médaille de bronze sur 200 m dos.

### Championnats d'Europe en grand bassin
- Championnats d'Europe 2002 à Berlin  Allemagne :
  -  Médaille d'argent sur 100 m dos.
  -  Médaille d'argent sur 200 m dos.
  -  Médaille de bronze sur 200 m 4 nages.
- Championnats d'Europe 2004 à Madrid  Espagne :
  -  Médaille d'or sur 200 m dos.
  -  Médaille d'or sur 200 m 4 nages.
  -  Médaille d'argent sur 100 m dos.
- Championnats d'Europe 2006 à Budapest  Hongrie :
  -  Médaille d'argent sur 100 m dos.
- Championnats d'Europe 2008 à Eindhoven  Pays-Bas :
  -  Médaille d'or sur 100 m dos.
  -  Médaille d'or sur 200 m dos.
  -  médaille de bronze au relais 4 × 200 m nage libre.
- Championnats d'Europe 2010 à Budapest  Hongrie :
  -  Médaille d'argent sur 200 m 4 nages.
  -  Médaille d'argent sur 200 m dos.
- Championnats d'Europe 2012 à Debrecen  Hongrie :
  -  Médaille de bronze sur 200 m 4 nages.

### Championnats d'Europe en petit bassin
- Championnats d'Europe 2003 à Dublin  Irlande :
  -  Médaille de bronze sur 200 mètres dos.
- Championnats d'Europe 2004 à Vienne  Autriche :
  -  Médaille d'or sur 200 mètres dos.
  -  Médaille d'or sur 200 mètres 4 nages.
  -  Médaille d'argent sur 100 mètres dos.
  -  Médaille d'argent sur 100 mètres 4 nages.
- Championnats d'Europe 2005 à Trieste  Italie :
  -  Médaille d'or sur 200 mètres dos.
- Championnats d'Europe 2007 à Debrecen  Hongrie :
  -  Médaille d'or sur 200 mètres dos.
  -  Médaille d'argent sur 100 mètres dos.
- Championnats d'Europe 2009 à Istanbul  Turquie :
  -  Médaille d'or sur 200 mètres 4 nages.
- Championnats d'Europe 2011 à Szczecin  Pologne :
  -  Médaille d'argent sur 200 mètres 4 nages.

## Records
- Record du monde du 200 m dos, en petit bassin, avec un temps de 1 min 50 s 43 réalisé à Trieste, le 18 décembre 2005, lors de la finale des Championnats d'Europe.
- Record du monde du 200 m dos, en petit bassin, avec un temps de 1 min 47 s 84 réalisé à Manchester, le 13 avril 2008, lors de la finale des Championnats du monde.

## Divers
Le titre de Personnalité sportive autrichienne de l'année lui a été décerné en 2004.